# Atlantis – Das Geheimnis der verlorenen Stadt
Atlantis – Das Geheimnis der verlorenen Stadt (orig. Atlantis: The Lost Empire) ist der 41. abendfüllende Zeichentrickfilm der Walt-Disney-Studios von Regisseur Gary Trousdale und Produzent Don Hahn und kam am 6. Dezember 2001 in die deutschen Kinos.

## Handlung
Im Jahr 1914 glaubt der junge Wissenschaftler Milo Thatch fest daran, dass die Legende um die versunkene Stadt Atlantis wahr ist. Schon sein Großvater, der Milo nach dem Tod von dessen Eltern groß gezogen hat, war auf der Suche nach Atlantis. Nach seinen Vermutungen lässt sich der Weg nach Atlantis im ‘Buch des Hirten’ finden, welches Milos Großvater in Irland vermutete. Milo hat bei seinen Forschungen jedoch einen Übersetzungsfehler festgestellt und ist sich daher sicher, dass das Buch in Island zu finden sei. Er arbeitet in einem Museum in Washington D. C. im Heizkeller, kann die Museumsleitung aber nicht von seiner Theorie überzeugen.
Als er am späten Abend frustriert in seine Wohnung zurückkehrt, findet er dort die hübsche, aber einschüchternde Helga Sinclair vor, die Milo zu ihrem Auftraggeber bringt. Mr Whitmore, ein milliardenschwerer Unternehmer und alter Freund seines verstorbenen Großvaters, macht Milo das Angebot, seine Expedition nach Atlantis zu finanzieren, da er für die Atlantis-Theorie einen Beweis haben möchte. Er übergibt Milo ein Geschenk von dessen Großvater, welches Mr Whitmore für ihn verwahren sollte, bis Milo ‘so weit sei’. Es ist das Tagebuch des Hirten, welches sein Großvater in Island gefunden hat.
Für die Expedition nach Atlantis hat Mr Whitmore bereits ein Team aus Experten zusammengestellt, das Milo als Kartograf und Linguist vervollständigen soll. Die Crew begleitete bereits Milos Großvater auf der Expedition nach Island.
Sie besteht neben dem Commander Lyle Rourke und Leutnant Helga Sinclair aus der hispanischen Maschinentechnikerin Anna, dem italienischen Sprengmeister Vincenzo „Vinny“ Santorini, dem französischen Geologen Budelaire, dem amerikanischen Koch Cookie Farnsworth, dem Arzt Joshua Sweet und der Kommunikationstechnikerin Mrs Packard.
Anfangs ist Milo im Team ein Außenseiter, die anderen Expeditionsteilnehmer machen sich über ihn lustig. Später gelingt es ihm jedoch, von allen akzeptiert zu werden.
Als sich die Gruppe in dem hochmodernen U-Boot Ulysses dem Zugang zu Atlantis nähert, wird es von einem Leviathan, der sich als atlantische Kriegsmaschine herausstellt, angegriffen und zerstört, sodass sich die Mannschaft in Rettungs-U-Boote begeben muss. Dabei verliert der Großteil der 200 Teilnehmer das Leben. Als den Überlebenden nach langer, abenteuerreichen Suche, geführt von Milo und dem Buch des Hirten, der Fund der versunkenen Stadt gelingt, lernt Milo Kidagakash „Kida“ Nedakh, die Prinzessin von Atlantis, kennen und verliebt sich in sie.
Die Expeditionsteilnehmer sind überrascht, als sie herausfinden, dass die Bewohner von Atlantis jede ihrer Muttersprachen fließend beherrschen. Sie werden von den Atlantern und besonders von Prinzessin Kida herzlich willkommen geheißen und Kidas Vater, dem König Kashekim vorgestellt. Dieser ist jedoch nicht erfreut über die Eindringlinge und fordert sie auf, Atlantis am nächsten Tag wieder zu verlassen.
Kida hingegen widersetzt sich dem Willen ihres Vaters und sucht Milo auf, um mit ihm zu sprechen. Von ihr erfährt Milo, dass die Zivilisation von Atlantis vom Untergang bedroht ist, da die Atlanter das Wissen um ihre eigene Kultur verloren haben und nicht in der Lage sind, die alten Schriften zu lesen. Weiterhin erfährt Milo, dass der Kristall das Leben der Atlanter verlängert und Prinzessin Kida etwa 10.000 Jahre alt ist. Kida zeigt Milo außerdem ein atlantisches Flugzeug, welches mit dem Kristall aktiviert werden kann, was Kida jedoch nicht bewerkstelligen konnte. Mit Milos Hilfe findet sie heraus, wie das Gerät funktioniert. Gemeinsam versuchen sie nun, alles über das Herz von Atlantis herauszufinden, einen großen Kristall, der selbständig denkt. Aus alten atlantischen Aufzeichnungen, die in einem See verborgen sind, entnimmt Milo, dass die Bewohner von Atlantis ohne den Kristall nicht überleben können.
Als Milo und Kida von ihrem Tauchgang zurückkehren, werden sie vom Rest der Crew bereits erwartet. Das Expeditionsteam stellt sich als Söldnertruppe heraus, deren einziges Interesse der Raub des Kristalls ist. Sie nehmen Milo und Kida gefangen und verletzen den König schwer. Zufällig entdeckt Rourke dabei, wo sich der Kristall verbirgt. Er betritt den Raum gemeinsam mit Leutnant Sinclair, Milo und Kida. Der Kristall reagiert auf Kida, welche mit ihm verschmilzt und selbst zum Kristall wird. Die Söldner sperren Kida in eine Transportkapsel und wollen Atlantis verlassen. Milo kann jedoch Anna, Vinny, Budelaire, Cookie, Sweet und Mrs Packard davon überzeugen, dass das Leben der Atlanter mehr wert ist als der Kristall. Rourke und Sinclair lassen sich aber von ihrem Vorhaben nicht abbringen und verlassen Atlantis gemeinsam mit der eingesperrten Kida. Je weiter sie sich entfernen, desto schwächer werden die Kristalle der verbliebenen Atlanter.
Der altersschwache und verletzte König erzählt vor seinem Ableben, dass er vor langer Zeit den Kristall als Waffe für einen Krieg missbrauchte. Doch der Kristall entwickelte ein eigenes Bewusstsein und seine Macht war so stark, dass seine Kraft zurückschlug und sich eine gewaltige Flutwelle Atlantis näherte und es zu zerstören drohte. Daraufhin bildete der Kristall eine Schutzkuppel über der Stadt. Kidas Mutter wurde damals in den Kristall aufgenommen, da der Kristall bei drohender Gefahr immer einen Wirt von königlichem Blut wählt, um sich und Atlantis zu beschützen. Wenn der Wirt zu lange mit dem Kristall verschmolzen ist, wird er zu einem Teil von ihm.
Milo ist wild entschlossen Kida, und damit Atlantis, zu retten. Die Atlanter, die nun dank Milo in der Lage sind, ihre Fluggeräte zu benutzen, ziehen mit ihm und den zurückgebliebenen Expeditionsteilnehmern in den Kampf.
Im gemeinsamen Kampf gegen den Rest der Expeditionstruppe verlieren der Commander Rourke und der Co-Commander Helga Sinclair ihr Leben. Durch eine Explosion bricht ein gewaltiger Vulkan vor den Toren Atlantis aus und droht, die Stadt unter der Lava zu begraben. Gerade rechtzeitig gelingt es der Gruppe, die Transportkapsel mit Kida in Sicherheit zu bringen. Kida aktiviert erneut die Macht des Kristalls und aus dem die Insel umgebenden Meer erheben sich Titanen aus Stein, die eine Schutzmauer um Atlantis bilden.
Der Kristall gibt Kida wieder frei. In ihrer Hand hält sie außerdem einen Armreif, den ihre Mutter einst von Kidas Handgelenk streifte, als sie selbst Teil des Kristalls wurde.
Im Gegensatz zu den anderen entschließt sich Milo, in Atlantis zu bleiben und nicht zurückzureisen. Mr Whitmore erhält als Existenzbeweis von Atlantis einen der kleinen Kristalle, die die Bewohner von Atlantis um den Hals tragen.

## Entstehung und Veröffentlichung
| Figur                  | Originalsprecher    | Deutscher Sprecher |
| ---------------------- | ------------------- | ------------------ |
| Milo Thatch            | Michael J. Fox      | Stephan Kampwirth  |
| Prinzessin Kida        | Cree Summer         | Maria Schrader     |
| König Kashekim Nedakh  | Leonard Nimoy       | Hans Teuscher      |
| Anna                   | Jacqueline Obradors | Alisa Palmer       |
| Commander Rourke       | James Garner        | Reiner Schöne      |
| Cookie                 | Jim Varney          | Erik Schumann      |
| Dr. Sweet              | Phil Morris         | Tilo Schmitz       |
| Fenton Harcourt        | David Ogden Stiers  | Hans Korte         |
| Kidas Mutter           | Jennifer Seguin     | n. a.              |
| Helga Katrina Sinclair | Claudia Christian   | Franziska Pigulla  |
| Preston B. Whitmore    | John Mahoney        | Berno von Cramm    |
| Vinny Santorini        | Don Novello         | Udo Wachtveitl     |
| Boudelaire             | Corey Burton        | Thomas Albus       |
| Mrs. Packard           | Florence Stanley    | Monika John        |

Die Filmmusik wurde vom Komponisten James Newton Howard geschrieben, der auch schon ein Jahr zuvor für Disneys Dinosaurier die Musik schrieb. Das veröffentlichte Album hat eine Länge von fast 54 Minuten. Im Film selbst wird nicht gesungen, jedoch ist im Abspann das Lied Where the dream takes you der Sängerin Mýa zu hören. In der deutschen Version des Films sind dagegen die No Angels und Donovan mit dem Song Atlantis/When the Angels Sing, einer Coverversion des Hits Atlantis von Donovan zu hören. Das Lied erreichte Platz fünf der deutschen Single-Charts.
Die deutschsprachige Synchronisation entstand bei der Lingua Film GmbH in München. Sabine und Cornelius Frommann schrieben das Dialogbuch, Benedikt Rabanus führte die Dialogregie.
Das Budget betrug etwa 90 Millionen US-Dollar. 2001 erschien der Film Atlantis – Das Geheimnis der verlorenen Stadt als Audiokassette. 2003 erschien der Film Atlantis – Die Rückkehr direkt auf Video und DVD.

## Kritiken und Auszeichnungen
Atlantis erhielt ein verhaltenes Presseecho, was sich auch in den Auswertungen US-amerikanischer Aggregatoren widerspiegelt. So erfasst Rotten Tomatoes ähnlich viele wohlwollende wie kritische Besprechungen und ordnet den Film dementsprechend als „Gammelig“ ein. Laut Metacritic fallen die Bewertungen im Mittel „Durchwachsen oder Durchschnittlich“ aus.
Das Lexikon des internationalen Films schrieb, der Film sei „stilistisch superb gestaltet“, er verwende „Techniken aus Real- wie Animationsfilmen“ und beschäftige sich mit „grundlegenden existenziellen Fragen“. 2002 gewann der Film für den besten Tonschnitt den Golden Reel Award der Motion Picture Sound Editors, USA.